# Abyssothyris wyvillei
Abyssothyris wyvillei är en armfotingsart som först beskrevs av Davidson 1878.  Abyssothyris wyvillei ingår i släktet Abyssothyris och familjen Dyscoliidae. Inga underarter finns listade i Catalogue of Life.